# Élections législatives suédoises de 2010
Des élections législatives ont eu lieu en Suède le 19 septembre 2010 pour renouveler les 349 membres du Riksdag (Chambre unique du Parlement), ainsi que les assemblées délibérantes des comtés et des municipalités.

## Système électoral

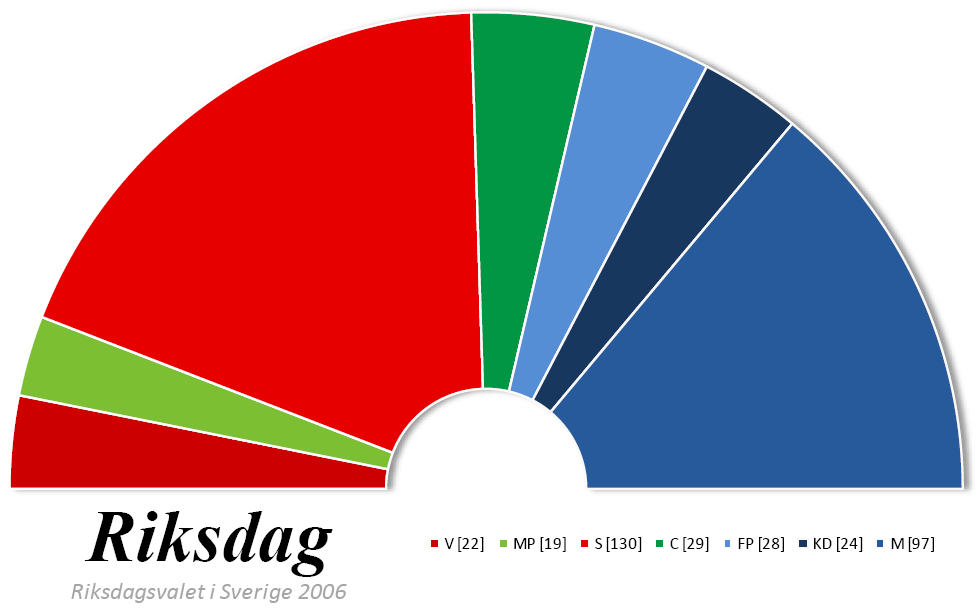
Composition de l'assemblée sortante

En Suède, les élections générales concernent le renouvellement des membres du Parlement (à savoir les 349 députés du Riksdag), et celui des élus locaux (conseils d’administration et assemblées locales des 20 comtés et conseils municipaux des 290 municipalités du royaume). Le 17 septembre 2006, les 7 millions de Suédois disposant du droit de vote ont donc eu à choisir en même temps leurs nouveaux représentants nationaux et locaux. Concernant le Riksdag, 310 sièges sont répartis entre les 29 circonscriptions, les 39 autres, au rang national, appelés compensatoires, étant attribués aux différents partis en vue de leur assurer la représentativité la plus exacte possible au niveau national. Le système électoral utilisé est la représentation proportionnelle au scrutin de listes. Depuis les élections de 1998, le vote préférentiel est autorisé.

## Contexte

### La droite au pouvoir depuis 2006
Mettant fin à un règne quasi-ininterrompu du Parti social-démocrate des travailleurs (S ou SAP), les Suédois avaient accordé, à l'issue des élections générales de 2006, une courte victoire aux partis du centre-droit rassemblés au sein de l'Alliance pour la Suède. C'était la première victoire des partis dits « bourgeois » depuis l'accession au pouvoir de Carl Bildt en 1991, qui avait alors dû composer avec l'extrême droite. Depuis 2006, la Suède est donc dirigée par le Ministre d'État (chef du gouvernement) et leader des Modérés (M) Fredrik Reinfeldt, à la tête d'un gouvernement de coalition alliant sa propre formation au Parti du centre (C), aux Libéraux (FP) et aux Démocrates-chrétiens (KD). Ces quatre partis comptent bien reconduire leur majorité à l'issue de l'échéance de 2010, et se présentent à nouveau au jugement des électeurs sous les couleurs de l'Alliance pour la Suède.

### La première coalition de gauche
L'Alliance devra pour cela battre une opposition donnée gagnante par toutes les enquêtes d'opinion depuis plusieurs mois. Alliés aux Verts (MP) et au Parti de gauche (Vp) dans le cadre d'un cartel électoral baptisé « Les Rouges-verts », les Sociaux-démocrates de Mona Sahlin vont tenter de revenir aux affaires après quatre ans d'opposition. Conformément à l'accord passé entre les trois partis, un gouvernement de coalition intégrant pour la première fois des membres des Verts et du Vp devrait être formé en cas de victoire.

## Changements en vue
Le paysage politique suédois a connu un petit bouleversement à l’occasion des élections européennes de 2009, au cours desquelles les Verts se sont imposés, avec un score exceptionnellement élevé de 11 % des voix, comme la quatrième force politique du pays. Le Parti pirate (PP), mouvement fédérant les partisans d'une profonde réforme des droits d'auteurs en réaction à la répression du piratage informatique des œuvres artistiques, avait également effectué une percée historique en rassemblant 7,1 % des suffrages exprimés et en emportant 1 des 18 sièges suédois du Parlement européen. Toutefois ce succès semble avoir du mal à se concrétiser, aucun sondage ne permettant pour l'instant d'affirmer que le PP puisse avoir une quelconque chance de franchir le seuil de 4 % des suffrages exprimés, indispensable pour envoyer des députés siéger au Riksdag.
Plusieurs enquêtes prédisent en revanche que l'extrême droite, incarnée par les Démocrates de Suède (DS), pourrait, elle, être en mesure de semer le trouble au Riksdag. Les DS ont réalisé jusque-là leurs meilleurs scores dans le sud du pays, où leur base tend à se solidifier. S'ils parviennent à entrer au Riksdag, ils renouvèleront l'exploit réalisé en 1991 par Nouvelle démocratie, parti d'extrême droite aujourd'hui disparu qui avait alors monnayé son soutien au gouvernement de droite. Restent enfin quelques partis de moindre influence implantés localement, comme l’Initiative féministe, le Parti de la santé ou le Parti des intérêts des retraités suédois.

## Résultats

### Riksdag
Résultats officiels rendus publics par la Commission électorale. La participation a été de 84,63 %, en hausse de plus de quatre points par rapport à 2006.
|                           |                                         |           |       |      |        |               |  |  |  |
| Parti                     | Parti                                   | Votes     | %     | +/−  | Sièges | +/−           |  |  |  |
|                           | Parti social-démocrate (S)              | 1 827 497 | 30,66 | 4,33 | 112    | 18            |  |  |  |
|                           | Modérés (M)                             | 1 791 766 | 30,06 | 3,83 | 107    | 10            |  |  |  |
|                           | Parti de l'environnement Les Verts (MP) | 437 435   | 7,34  | 2,09 | 25     | 6             |  |  |  |
|                           | Parti du peuple - Les Libéraux (FP)     | 420 524   | 7,06  | 0,48 | 24     | 4             |  |  |  |
|                           | Parti du centre (C)                     | 390 804   | 6,56  | 1,32 | 23     | 6             |  |  |  |
|                           | Démocrates de Suède (SD)                | 339 610   | 5,70  | 2,77 | 20     | 20            |  |  |  |
|                           | Parti de gauche (V)                     | 334 053   | 5,60  | 0,24 | 19     | 3             |  |  |  |
|                           | Chrétiens-démocrates (KD)               | 333 696   | 5,60  | 0,99 | 19     | 5             |  |  |  |
|                           | Parti pirate (PP)                       | 38 491    | 0,65  | 0,02 | 0      | en stagnation |  |  |  |
|                           | Initiative féministe (F!)               | 24 139    | 0,40  | 0,28 | 0      | en stagnation |  |  |  |
|                           | Autres                                  | 22 393    | 0,38  | -    | 0      | en stagnation |  |  |  |
|                           |                                         |           |       |      |        |               |  |  |  |
|                           | Alliance pour la Suède (M-FP-C-KD)      | 2 936 790 | 49,28 | 1,1  | 173    | 5             |  |  |  |
|                           | Rouges-verts (S-MP-V)                   | 2 598 985 | 43,60 | 2,5  | 156    | 15            |  |  |  |
|                           | Démocrates de Suède (SD)                | 339 610   | 5,70  | 2,77 | 20     | 20            |  |  |  |
|                           |                                         |           |       |      |        |               |  |  |  |
| Votes valides             | Votes valides                           | 5 960 408 | 98,87 |      |        |               |  |  |  |
| Votes blancs et invalides | Votes blancs et invalides               | 68 274    | 1,13  |      |        |               |  |  |  |
| Total                     | Total                                   | 6 028 682 | 100   | -    | 349    | en stagnation |  |  |  |
| Abstentions               | Abstentions                             | 1 094 969 | 15,37 |      |        |               |  |  |  |
| Inscrits / participation  | Inscrits / participation                | 7 123 651 | 84,63 |      |        |               |  |  |  |